# Hasegawa Settan
Hasegawa Settan (長谷川雪旦) (1778-1843) est un peintre japonais de la fin de l'époque d'Edo, né à Edo. Son premier nom est Munehide (宗秀) et son pseudonyme Gengakusai Ichiyōsai (巌岳斎 一陽庵). Il est communément appelé Gotō Uzaemon (後藤右衛門). Il est d’abord sculpteur sur bois et grave les planches de nombreuses impressions ukiyo-e. Le Edo meisho zue est un de ses chefs-d’œuvre. Pour ses réalisations artistiques, Hasegawa settan reçoit le titre honorifique bouddhique de Hokkyō (法橋) « Pont du Dharma »).